# فارديس فاردينوجيانيس
فارديس فاردينوجيانيس (باليونانية: Βαρδής Βαρδινογιάννης)‏ هو ملياردير ورجل أعمال يوناني في قطاع النفط والشحن. وهو رئيس مجلس الإدارة والمساهم المسيطر في شركات زيوت محركات هيلاس،  فيجاس للنفط والغاز، ويشارك في العديد من مصالح الشحن والأعمال الأخرى. تم تضمين فاردينوجيانيس في قائمة لويدز للأشخاص الأكثر تأثيراً في الشحن.

## النشأة والأسرة
ولد فارديس فاردينوجيانيس في ريثيمنو، كريت، [بحاجة لمصدر] نجل المزارعين الفقراء. كان لديهم ثمانية أطفال ستة أولاد وبنتان. ساعد الجميع في الحقول منذ سن مبكرة. دخل فاردينوجيانيس المدرسة الابتدائية خلال الحرب العالمية الثانية، عندما احتل الألمان جزيرة كريت. في سنوات ما بعد الحرب انتقل إلى أثينا. حضر فاردينويانيس مدرسة عسكرية، وفي عام 1951 حصل على الدبلوم.

## مصالح تجارية
على عكس السلالات اليونانية الأبوية الأخرى، قامت عشيرة فاردينوجيانيس بنشر شبكتها في جميع أنحاء العالم وتعمل كمجموعة متماسكة من الأقارب الذين يسيطرون على العديد من الشركات الناجحة في مجموعة متنوعة من القطاعات. وتتراوح اهتماماتهم اليوم من البترول والشحن إلى البنوك والإعلام والعقارات والفنادق والنشر والأعمال الخيرية. اعتبارًا من عام 2015، تمتلك عائلة فاردينوجيانيس حصصًا في 98 شركة في اليونان والخارج.

## الحياة الشخصية
تزوج ماريانا مبورناكي، ولهما خمسة أبناء، منهم جيانيس فاردينوجيانيس. وهو أيضًا شقيق قطب الشحن جورج فاردينوجيانيس، والمعروف بكونه رئيسًا لفريق باناثينايكوس لسنوات عديدة.

## الشحن والحظر في روديسيا
في السنوات اللاحقة، استمر الإخوة الأربعة في توسيع المجموعة، بعيدًا عن الدعاية. بعد سقوط الاتحاد السوفياتي، توسعت المجموعة في الدول المستقلة الجديدة للكتلة الشيوعية السابقة، وحصلت على عقود لفتح طرق سريعة جديدة في أوكرانيا وجورجيا. امتلك الإخوة فاردينوجيانيس السفينة التجارية جوانا الخامس التي قامت، في عام 1966، بكسر الحظر المفروض من قبل الأمم المتحدة على نظام روديسيا وجلبت النفط إلى ميناء بيرا البرتغالي الموزمبيقي، الذي كان مرتبطًا بروديسيا غير الساحلية عبر خط أنابيب. أسفرت هذه الخطوة عن أرباح ضخمة للمجموعة. [بحاجة لمصدر]

## 17 نوفمبر
في 20 تشرين الثاني / نوفمبر 1990، حاولت المنظمة الإرهابية الثورية 17 نوفمبر قتله. تم إنقاذه بفضل سيارته المرسيدس عالية التدريع التي تم تسليحها وفقًا لمواصفات المجموعات المضادة في إنجلترا وفرنسا.  

فارديس فاردينوجيانيس وزوجته ماريانا من بين مؤسسي مجلس قيادة روبرت كينيدي مع بيل كلينتون وقادة عالميين آخرين. تم الاحتفال بزفاف روري كينيدي، ابنة روبرت وإثيل كينيدي مع مارك بيلي في القصر اليوناني لفاردينوجيانيس في إيكالي أثينا الراقي. حتى حفل زفاف شقيقتها الكبرى روري، كورتني كينيدي مع الأيرلندي بول هيل في عام 1993 تم الاحتفال به على متن اليخت فارمر المملوك لفاردينوجيانيس.  